# Плачковиці
Плачковиці (пол. Płaczkowice) — село в Польщі, у гміні Клімонтув Сандомирського повіту Свентокшиського воєводства.
Населення — 62 особи (2011).
У 1975—1998 роках село належало до Тарнобжезького воєводства.

## Демографія
Демографічна структура на день 31 березня 2011 року:
|          | Загалом | Допрацездатний вік | Працездатний вік | Постпрацездатний вік |
| -------- | ------- | ------------------ | ---------------- | -------------------- |
| Чоловіки | 32      | 9                  | 18               | 5                    |
| Жінки    | 30      | 4                  | 19               | 7                    |
| Разом    | 62      | 13                 | 37               | 12                   |